# Tyrowo
Tyrowo (deutsch Thyrau) ist ein Ort in der polnischen Woiwodschaft Ermland-Masuren. Er gehört zur Gmina Ostróda (Landgemeinde Osterode in Ostpreußen) im Powiat Ostródzki (Kreis Osterode in Ostpreußen).

## Geographische Lage
Tyrowo liegt im Westen der Woiwodschaft Ermland-Masuren, sechs Kilometer südwestlich der Kreisstadt Ostróda (deutsch Osterode in Ostpreußen).

## Geschichte

### Ortsgeschichte
Das Dorf Tyraw wurde 1329 erwähnt und nach 1437 Thierau genannt. Die Landgemeinde Thyrau wurde am 7. Mai 1874 Amtsdorf und damit namensgebend für einen Amtsbezirk im Kreis Osterode in Ostpreußen im Regierungsbezirk Königsberg (1905 bis 1945: Regierungsbezirk Allenstein) in der preußischen Provinz Ostpreußen. Im Jahre 1910 zählte Thyrau 697 Einwohner.
Am 30. September 1928 vergrößerte sich Thyrau um den Nachbargutsbezirk Mörlen (polnisch Morliny), der eingemeindet wurde. Die Zahl der Einwohner der so veränderten Landgemeinde belief sich 1933 auf 949 und 1939 auf 894.
In Kriegsfolge fiel 1945 das gesamte südliche Ostpreußen an Polen. Thyrau erhielt die polnische Namensform „Tyrowo“ und ist heute mit dem Sitz eines Schulzenamts (polnisch Sołectwo) eine Ortschaft im Verbund der Landgemeinde Ostróda (Osterode i. Ostpr.) im Powiat Ostródzki (Kreis Osterode in Ostpreußen), bis 1998 der Woiwodschaft Olsztyn, seither der Woiwodschaft Ermland-Masuren mit Sitz in Olsztyn (Allenstein) zugehörig.

### Amtsbezirk Thyrau (1874–1945)
Der Amtsbezirk Thyrau bestand von seiner Errichtung 1874 bis zu seinem Ende 1945 lediglich aus einer einzigen Gemeinde: der Landgemeinde Thyrau.

## Kirche

### Evangelisch
Thyrau war bis 1945 in die Landkirche Osterode i. Ostpr. in der Kirchenprovinz Ostpreußen der Kirche der Altpreußischen Union eingepfarrt. Seit 1945 ist das Dorf weiterhin der Kreisstadt Ostróda zugeordnet, deren evangelische Gemeinde jetzt aber der Diözese Masuren der Evangelisch-Augsburgischen Kirche in Polen zugeordnet ist.

### Römisch-katholisch
In Tyrowo besteht heute eine eigene Pfarrei. Sie gehört zum Dekanat Ostróda-Zachód (Osterode West) im Erzbistum Ermland. Vor 1945 waren die katholischen Einwohner Thyraus der Kirche in Osterode i. Ostpr. zugehörig.

## Verkehr
Durch Tyrowo verläuft die Landesstraße 16, die die Woiwodschaften Kujawien-Pommern, Ermland-Masuren und Podlachien miteinander verbindet und von Grudziądz (Graudenz) bis an die polnisch-litauische Staatsgrenze führt. Eine Nebenstraße von Nastajki (Nasteiken) an der Kreisstraße (polnisch Droga powiatowa (DP)) 1232N kommend endet in Tyrowo. Eine Bahnanbindung besteht nicht.